# 彭蒂·卡内尔瓦
彭蒂·卡内尔瓦（芬蘭語：Pentti Kanerva）是一位芬兰裔美国神经科学家，加利福尼亞大學柏克萊分校教授，发明了稀疏分布式存储器（Sparse Distributed Memory）。